# Pete Zorn
Pete Zorn (29. května 1950 Somerset – 19. dubna 2016 Londýn) byl americký multiinstrumentalista, který hrál hudbu ve stylu roots music. Byl dlouhodobým členem koncertního týmu Richarda Thompsona, kde účinkoval na pozicích doprovodný zpěv, kytara, mandolína, saxofon, flétna, a irská píšťalka. Hrál též na baskytaru.

## Kariéra
Ačkoliv často koncertoval s Thompsonem, hrával také s mnoha jinými skupinami a umělci jako Arizona Smoke Revue, kterou založil jeho starší bratr Bill Zorn, Show of Hands, Phil Beer, Elaine Paige, Thomas Anders, Gerry Rafferty, Barbara Dickson, Chris Rainbow a jeho skupina WAZ.
V hitparádě UK top 10 se objevil v roce 1979 jako součást skupiny Driver 67 se svým švagrem Paulem Phillipsem, na singlu "Car 67". Poznali se když Zorn přišel do Londýna s tříčlennou folkrockovou skupinou a nahrávali v CBS Records. Pro svůj talent hrát na mnoho nástrojů a hlasový rozsah, se stal jádrem mnoha nahrávek produkovaných Phillipsem na počátku poloviny sedmdesátých let. Po hitu Car 67, vydali album Hey Mister Record Man, jako skupina Tax Loss, kde hráli i Bill a Conrad Zorn.
V roce 2009 se Zorn připojil ke skupině Steeleye Span kdy na jarním turné ke 40. výročí skupiny nahradil Ricka Kempa, který chyběl ze zdravotních důvodů. Nahradil Kempa na americkém a australském turné. Kemp se pak vrátil na zimní část turné, ale Zorn zůstal ve skupině jako kytarista a multiinstrumentalista.
Hrál na albech Now We Are Six Again a Wintersmith a objevil se na turné Steeleye do pozimu 2015, kdy skupinu opustil.

## Smrt
Zemřel 19. dubna 2016 po boji s rakovinou. Jeho smrt byla oznámena jeho rodinou a Thompsonem na jejich Facebookových stránkách.